# チルボン
チルボン (Cirebon) は、インドネシア・ジャワ島の西ジャワ州にある都市。北海岸に面する港町で首都ジャカルタの約297km東に位置している。以前はチェリボンと呼ばれていた。

## 語源
この語は、よく、スンダ語の"Cai"（水とか川）と"Rebon"（エビ）からできたと言われている（実際、この都市の主要産業は、エビを含む漁業である）。また、この都市には、ジャワ人、マレー人、スンダ人、華人やアラビア人の文化要素が混在していることから、「混在」を意味するジャワ語の"Caruban"から来たとも言われている。また、チルボンの外から来たインドネシア人たちは、「チェレイボン」と発音し、土地の人は「チェルボン」と発音する。
漁業とは別に、ジャワ海に面している港タンジュン・エマス(Tanjung Emas)は、ボルネオからの木材交易の中継基地になっている。また、インドネシア空軍の基地プングンがある。ジャワ北海岸の主要道路であるジャルール・パントゥアに面しており、ジャカルタを通りスラバヤまで繋がっている。

## 歴史
16世紀初頭、ジャワ島やバリ島にあるすべてのヒンドゥー教の聖地を訪ねたスンダ人のヒンドゥー僧侶ブジャンガ・マニク王子(en)の旅行記には、チルボンはスンダ王国の一部であると記されている。現在、イギリス、オクスフォード大学のボードリアン図書館に16世紀以来保管されている彼の貝葉には、スンダ王国の西の国境はスンダ海峡であり、東はパマリ河（現在のブレーブス河）と中央ジャワ州のスラユ河であると記されている。
ヨーロッパ人のトメ・ピレスの記録も残っており、それによると、スンダ人の港は「チマノ」だった。マヌク河は、直接都市を通るわけではないが、チレボン地域を流れている。事実、この河は、インドラマユを通っている。
この都市における植民地時代の大きな事件は、1844年に起きた大飢饉だった。これは、オランダ政庁により1830年代以降施行された強制栽培制度により、零細農家が換金作物であるインディゴやサトウキビ生産に携わるようになった為に引き起こされたと考えられている。

## 人口
17世紀以来多くの華人が移民してきている。2014年の市の人口は31万8714人だった。
チルボン自身は、ジャワ語のチレボン方言で「グラージ」(Grage)と呼ばれている。これは、「大王国」を意味する"Negara Gede"から来ている。
チルボンは、西ジャワのスンダ語地域に囲まれ、バンテン州の都市セランと歴史的な関係があるが、ジャワ語地域と明言している。さらに、チレボンの人々は、自分たちを"Wong Jawa"（ジャワ人）と、言葉を"Basa Jawa"（ジャワ語）と考えている。しかし、チレボン方言は、必ずしもジャワ語とは考えられない南中央ジャワ方言とかなり違っている。

## 産業
海岸に位置する都市としてチレボンの主要産業は漁業である。産物は、トゥラシ(Terasi)（エビのペースト）、エビせんべいと塩魚である。また、郷土料理としてナシ・レンコ(nasi lengko)（もやし、揚げ豆腐等を混ぜたご飯）、ナシ・ジャンブラン(nasi jamblang)（様々なおかずをつけたご飯）、ウンパル・グントン(empal gentong)（一種のカレー）、タフ・グジュロット(tahu gejrot)（赤い砂糖をのせた揚げ豆腐）、タフ・テクテク(tahu tek-tek)（野菜を混ぜたピーナッツソースをのせた揚げ豆腐）やアヤム・パンガン(ayam panggang)（焼き鳥）がある。また別にドカン(Docang)（酸っぱい野菜スープのついた煎餅）がある。

## 行政組織
チルボンは、以下の5地方に分けられる。
- ハルジャムクティ
- クジャクサン
- クサンビ
- ルマフウンクック
- プカリパン

## 史跡
ワリ・サンガ、特に、チルボン王朝の開祖スナン・グヌン・ジャティ(en)は、この都市の歴史に影響を与えたと言われている。スナン・グヌン・ジャティの墓はこの町から数km離れたところにあり、そこはグヌン・ジャテイと呼ばれている。王室は華人と姻戚関係にあった為中国文化の影響が感じられる。1880年代に、2人の華人の建築家によって、2つの寺院と洞窟が作られた。そこは、中国とヨーロッパの磁器で飾られている。チレボンから5km離れたトゥルシミ村(Trusmi)はバティック生産で有名。プランゴン(Plangon)には、多くのサルが生息している。また、オランダ領時代の洋館や15世紀に建立された中国寺院の潮覚寺がある。

## 宮殿
チルボンには、16世紀に建てられた以下の4つの宮殿（クラトン）がある。チルボン王国としてはマタラム王国の属国、続いてオランダの保護国となるも1815年にイギリスの直轄領となるまで存続。
- Kraton Kasepuhan（1769年創立）
- Kraton Kanoman（1677年創立）
- Kraton Kacirebonan
- Kraton Keprabonan

## チルボン港
チルボンの港は、1865年にオランダ東インド政庁によって作られた。主に、香辛料、サトウキビと西ジャワの原料の輸出が中心だった。1890年までに、倉庫と屋外保管場が開発された。20世紀初頭にはブリティッシュ・アメリカン・タバコ会社の工場が建設された。
現在の港湾活動は、西ジャワの後背地の為の大量の石炭、液体アスファルトや植物油の輸入が中心になっている。2002年までに、コンテナ貿易と小船活動も増えてきた。2006年には、その取扱量は3,270,000メートルトン(MT)になり、他のインドネシアの港からの輸出の90%を占めている。

## 交通
- 鉄道
  - ジャカルタ - チカンペック - チルボン - スマラン - スラバヤをつなぐ北幹線と呼ばれる720㎞の本線の途中に有る、ジャワ島の東西交通の要衝でも有る。
    - ジャカルタのガンビル駅より特急「チルボンエキスプレス号」（毎日5往復）で所要3時間。
    - ジャカルタとスラバヤを最速で結ぶ特急「アルゴ・ブロモ・アングレック号」（毎日2往復）の途中停車駅。

## 姉妹都市
- バンドン、インドネシア
- プカンバル、インドネシア
- パレンバン、インドネシア
- ブリスベン、オーストラリア
- メルボルン、オーストラリア
- ゴールドコースト、オーストラリア
- ソウル特別市、韓国
- 水原市、韓国
- 全州市、韓国
- 華城市、韓国
- 釜山市、韓国
- モスクワ、ロシア
- サンクトペテルブルク、ロシア
- ダブリン、アイルランド
- バンクーバー、カナダ